# All Japan Kendo Championship
L'All Japan Kendo Championship (全日本剣道選手権大会?, Zen Nihon Kendō Senshuken Taikai) è il torneo individuale maschile di kendō organizzato annualmente dalla All Japan Kendo Federation. La gara si svolge al Nippon Budōkan il 3 novembre, in occasione del Culture Day (文化の日?, Bunka no Hi).
Il vincitore riceve la Emperor's Cup.
A livello internazionale è opinione diffusa tra i praticanti di kendō che, ancor più dei campionati mondiali, questa sia la competizione più prestigiosa a livello planetario.
L'edizione del 2020, inizialmente annullata a causa della pandemia di Covid-19, si è tenuta eccezionalmente nel marzo 2021; per la stessa ragione l'edizione del 2021 si terrà senza la presenza di pubblico e seguendo delle speciali regole temporanee per il contenimento dell'infezione.

## Quadro generale
L'All Japan Kendō Championship è un torneo maschile in cui si affrontano i migliori kenshi del giappone. Alla competizione partecipano un totale di 64 atleti. Trattandosi di una gara a eliminazione diretta, per vincere il titolo, il concorrente deve vincere tutti i sei turni del tabellone.
Ai concorrenti non è richiesto solo di mostrare forza ed abilità tecnica ma anche cortesia e fair play, in accordo con lo spirito delle arti marziali.

## Qualificazioni
Le qualificazioni sono condotte a livello di Prefettura: ciascuna federazione locale della All Japan Kendo Federation è responsabile della propria qualificazione ed il vincitore di ogni torneo di qualificazione sarà qualificato per l'All Japan Kendō Championship. A Hokkaido, Ibaraki, Kanagawa, Shizuoka, Aichi e Hyōgo si qualifica anche chi ottiene il secondo posto; a Chiba, Tokyo, Osaka, Saitama, Fukuoka si qualificano per il torneo sia il secondo che i terzi classificatì.
Fino al 32º torneo del 1984, erano ammessi al torneo i praticanti dal 6º Dan; questa restrizione è stata abbassata al 5° dan al 38º torneo nel 1990. Dal 43º torneo del 1995, non ci sono restrizioni di età e grado.

## Vincitori
| Ediz. N. | Anno | Nome               | In Kanji   | Prefettura | Grado         | Professione                                              | Età | Vittoria N. |
| -------- | ---- | ------------------ | ---------- | ---------- | ------------- | -------------------------------------------------------- | --- | ----------- |
| 1        | 1953 | Shō SAKAKIBARA     | 榊原正     | Aichi      | Renshi        | Istruttore legale presso Nagoya Correctional District    | 33  |             |
| 2        | 1954 | Yuichiro KONISHI   | 小西雄一郎 | Fukuoka    | Renshi        | Impiegato presso West Japan Railway                      | 32  |             |
| 3        | 1955 | Taro NAKAMURA      | 中村太郎   | Kanagawa   | Kyōshi        | Ufficiale di Polizia                                     | 33  | 1           |
| 4        | 1956 | ASAGAWA            | 浅川春男   | Gifu       | Kyōshi        | －                                                       | 37  |             |
| 5        | 1957 | Nobutaka MORIDA    | 森田信尊   | Nagasaki   | Kyōshi 6º dan | Ingegnere presso Mitsubishi                              | 39  |             |
| 6        | 1958 | Moriji SUZUKI      | 鈴木守治   | Aichi      | Kyōshi 6º dan | Impiegato dell'Agenzia delle Entrate                     | 38  |             |
| 7        | 1959 | Taro NAKAMURA      | 中村太郎   | Kanagawa   | Kyōshi 7º dan | Ufficiale di Polizia                                     | 37  | 2           |
| 8        | 1960 | Tetsuaki KUWAHARA  | 桑原哲明   | Miyazaki   | 5º dan        | Chimico                                                  | 21  |             |
| 9        | 1961 | Kiyoji IBO         | 伊保清次   | Tokyo      | Kyōshi 7º dan | Insegnante di scuola superiore                           | 41  |             |
| 10       | 1962 | Tadao TODA         | 戸田忠男   | Shiga      | 5º dan        | Chimico                                                  | 23  | 1           |
| 11       | 1963 | Taro YANO          | 矢野太郎   | Hyōgo      | Kyōshi 7º dan | Ufficiale di Polizia                                     | 40  |             |
| 12       | 1964 | Tadao TODA         | 戸田忠男   | Shiga      | 5º dan        | Chimico                                                  | 25  | 2           |
| 13       | 1965 | Yasuhiro NISHIYAMA | 西山泰弘   | Tokyo      | Renshi 6º dan | Ufficiale di Polizia                                     | 29  |             |
| 14       | 1966 | Masashi CHIBA      | 千葉仁     | Tokyo      | 5º dan        | Ufficiale di Polizia                                     | 22  | 1           |
| 15       | 1967 | Kunihiro HOTTA     | 堀田国弘   | Hyogo      | Kyōshi 7º dan | Ufficiale di Polizia                                     | 41  |             |
| 16       | 1968 | Shohei YAMAZAKI    | 山崎正平   | Niigata    | Kyōshi 7º dan | Impiegato presso Niigata City Hall                       | 45  |             |
| 17       | 1969 | Masashi CHIBA      | 千葉仁     | Tokyo      | Renshi 6º dan | Ufficiale di Polizia                                     | 25  | 2           |
| 18       | 1970 | Takeshi NAKAMURA   | 中村毅     | Tokyo      | Renshi 6º dan | Ufficiale di Polizia                                     | 29  |             |
| 19       | 1971 | Tetsuo KAWAZOE     | 川添哲夫   | Tokyo      | 4º dan        | Studente universitario                                   | 21  | 1           |
| 20       | 1972 | Masashi CHIBA      | 千葉仁     | Tokyo      | Renshi 6º dan | Ufficiale di Polizia                                     | 28  | 3           |
| 21       | 1973 | Hironori YAMADA    | 山田博徳   | Kumamoto   | Renshi 5º dan | Ufficiale di Polizia                                     | 25  |             |
| 22       | 1974 | Eiji YOKOO         | 横尾英治   | Wakayama   | 5º dan        | Impiegato presso Wakayama Prefectural Board of Education | 24  |             |
| 23       | 1975 | Tetsuo KAWAZOE     | 川添哲夫   | Kochi      | 5º dan        | Insegnante                                               | 25  | 2           |
| 24       | 1976 | Kojiro UDA         | 右田幸次郎 | Kumamoto   | 4º dan        | Insegnante                                               | 23  |             |
| 25       | 1977 | Isao OGAWA         | 小川功     | Osaka      | Kyōshi 7º dan | Ufficiale di Polizia                                     | 34  |             |
| 26       | 1978 | Masahisa ISHIBASHI | 石橋正久   | Fukuoka    | 5º dan        | Ufficiale di Polizia                                     | 27  |             |
| 27       | 1979 | Eiji SUENO         | 末野栄二   | Kagoshima  | Renshi 6º dan | Ufficiale di Polizia                                     | 30  |             |
| 28       | 1980 | Mitsutoshi TOYAMA  | 外山光利   | Miyazaki   | 5º dan        | Insegnante di scuola superiore                           | 26  |             |
| 29       | 1981 | Yuji NAKATA        | 中田琇士   | Tokyo      | Kyōshi 6º dan | Ufficiale di Polizia                                     | 34  |             |
| 30       | 1982 | Keiichi ISHIDA     | 石田健一   | Osaka      | Renshi 6º dan | Ufficiale di Polizia                                     | 33  |             |
| 31       | 1983 | Kazuyoshi HIGASHI  | 東一良     | Aichi      | Renshi 6º dan | Ufficiale di Polizia                                     | 33  |             |
| 32       | 1984 | Tetsuo HARADA      | 原田哲夫   | Kyoto      | Renshi 6º dan | Ufficiale di Polizia                                     | 31  |             |
| 33       | 1985 | Yoshifumi ISHIZUKA | 石塚美文   | Osaka      | Renshi 6º dan | Ufficiale di Polizia                                     | 34  |             |
| 34       | 1986 | Yuki IWABORI       | 岩堀透     | Osaka      | Kyōshi 7º dan | Ufficiale di Polizia                                     | 34  |             |
| 35       | 1987 | Kiyonori NISHIKAWA | 西川清紀   | Tokyo      | Renshi 6º dan | Ufficiale di Polizia                                     | 32  | 1           |
| 36       | 1988 | Akira HAYASHI      | 林朗       | Hokkaido   | Renshi 6º dan | Impiegato presso Hokkaido Kendo Federation               | 30  |             |
| 37       | 1989 | Kiyonori NISHIKAWA | 西川清紀   | Tokyo      | Renshi 7º dan | Ufficiale di Polizia                                     | 34  | 2           |
| 38       | 1990 | Masahiro MIYAZAKI  | 宮崎正裕   | Kanagawa   | 6º dan        | Ufficiale di Polizia                                     | 27  | 1           |
| 39       | 1991 | Masahiro MIYAZAKI  | 宮崎正裕   | Kanagawa   | Renshi 6º dan | Ufficiale di Polizia                                     | 28  | 2           |
| 40       | 1992 | Toshiya ISHIDA     | 石田利也   | Osaka      | Renshi 6º dan | Ufficiale di Polizia                                     | 31  | 1           |
| 41       | 1993 | Masahiro MIYAZAKI  | 宮崎正裕   | Kanagawa   | Renshi 6º dan | Ufficiale di Polizia                                     | 30  | 3           |
| 42       | 1994 | Kiyonori NISHIKAWA | 西川清紀   | Tokyo      | Kyōshi 7º dan | Ufficiale di Polizia                                     | 39  | 3           |
| 43       | 1995 | Toshiya ISHIDA     | 石田利也   | Osaka      | Kyōshi 7º dan | Ufficiale di Polizia                                     | 34  | 2           |
| 44       | 1996 | Masahiro MIYAZAKI  | 宮崎正裕   | Kanagawa   | Renshi 7º dan | Ufficiale di Polizia                                     | 33  | 4           |
| 45       | 1997 | Fumihiro MIYAZAKI  | 宮崎史裕   | Kanagawa   | Renshi 6º dan | Ufficiale di Polizia                                     | 32  |             |
| 46       | 1998 | Masahiro MIYAZAKI  | 宮崎正裕   | Kanagawa   | Kyōshi 7º dan | Ufficiale di Polizia                                     | 35  | 5           |
| 47       | 1999 | Masahiro MIYAZAKI  | 宮崎正裕   | Kanagawa   | Kyōshi 7º dan | Ufficiale di Polizia                                     | 36  | 6           |
| 48       | 2000 | Naoki EIGA         | 栄花直輝   | Hokkaido   | Renshi 6º dan | Ufficiale di Polizia                                     | 33  |             |
| 49       | 2001 | Hidenori IWASA     | 岩佐英範   | Tokyo      | Renshi 6º dan | Ufficiale di Polizia                                     | 31  |             |
| 50       | 2002 | Kaigo ANDO         | 安藤戒牛   | Aichi      | 5º dan        | Ufficiale di Polizia                                     | 29  |             |
| 51       | 2003 | Takumi CHIKAMOTO   | 近本巧     | Aichi      | Renshi 6º dan | Ufficiale di Polizia                                     | 32  |             |
| 52       | 2004 | Tsuyoshi SUZUKI    | 鈴木剛     | Chiba      | 6º dan        | Ufficiale di Polizia                                     | 32  |             |
| 53       | 2005 | Satoru HARADA      | 原田悟     | Tokyo      | 6º dan        | Ufficiale di Polizia                                     | 32  |             |
| 54       | 2006 | Ryoichi UCHIMURA   | 内村良一   | Tokyo      | 5º dan        | Ufficiale di Polizia                                     | 26  | 1           |
| 55       | 2007 | Shoji TERAMOTO     | 寺本将司   | Osaka      | 6º dan        | Ufficiale di Polizia                                     | 32  |             |
| 56       | 2008 | Kenji SHODAI       | 正代賢司   | Kanagawa   | 5º dan        | Ufficiale di Polizia                                     | 27  |             |
| 57       | 2009 | Ryoichi UCHIMURA   | 内村良一   | Tokyo      | 5º dan        | Ufficiale di Polizia                                     | 29  | 2           |
| 58       | 2010 | Susumu TAKANABE    | 高鍋進     | Kanagawa   | Renshi 6º dan | Ufficiale di Polizia                                     | 34  | 1           |
| 59       | 2011 | Susumu TAKANABE    | 高鍋進     | Kanagawa   | Renshi 6º dan | Ufficiale di Polizia                                     | 35  | 2           |
| 60       | 2012 | Daiki KIWADA       | 木和田大起 | Osaka      | Renshi 6º dan | Ufficiale di Polizia                                     | 34  |             |
| 61       | 2013 | Ryoichi UCHIMURA   | 内村良一   | Tokyo      | Renshi 6º dan | Ufficiale di Polizia                                     | 33  | 3           |
| 62       | 2014 | Yuya TAKENOUCHI    | 竹ノ内佑也 | Fukuoka    | 4º dan        | Studente universitario                                   | 21  |             |
| 63       | 2015 | Hidehisa NISHIMURA | 西村英久   | Kumamoto   | 5º dan        | Ufficiale di Polizia                                     | 26  | 1           |
| 64       | 2016 | Yosuke KATSUMI     | 勝見洋介   | Kanagawa   | 5º dan        | Ufficiale di Polizia                                     | 30  |             |
| 65       | 2017 | Hidehisa NISHIMURA | 西村英久   | Kumamoto   | 5º dan        | Ufficiale di Polizia                                     | 28  | 2           |
| 66       | 2018 | Hidehisa NISHIMURA | 西村英久   | Kumamoto   | 6º dan        | Ufficiale di Polizia                                     | 29  | 3           |
| 67       | 2019 | Rentaro KUNITOMO   | 國友鍊太朗 | Fukuoka    | 5º dan        | Ufficiale di Polizia                                     | 29  |             |
| 68       | 2020 | Kenshiro MATSUZAKI | 松崎賢士郎 | Ibaraki    | 4º dan        | Studente universitario                                   | 22  |             |
| 69       | 2021 | Keita HOSHIKO      | 星子啓太   | Kagoshima  | 4º dan        | Studente universitario                                   | 23  |             |
| 70       | 2022 | Tetsuhiko MURAKAMI | 村上哲彦   | Ehime      | 5º dan        | Ufficiale di Polizia                                     | 30  |             |
| 71       | 2023 | Ryusuke NATSUMEDA  | 棗田龍介   | Hiroshima  | 4º dan        | Ufficiale di Polizia                                     | 23  |             |

### Statistiche

#### Maggior numero di vittorie
- 6 volte：Masahiro Miyazaki（1990, 1991, 1993, 1996, 1998, 1999）
- 3 volte：Masashi Chiba（1966, 1969, 1972）/ Kiyonori Nishikawa（1987, 1989, 1994）/ Ryoichi Uchimura（2006, 2009, 2013）/ Hidehisa Nishimura（2015, 2017, 2018）
- 2 volte：Taro Nakamura（1955, 1959）/ Tadao Toda（1962, 1964）/ Tetsuo Kawazoe（1971, 1975）/ Toshiya Ishida（1992, 1995）/ Susumu Takanabe（2010, 2011）

#### Maggior numero di vittorie consecutive
- 2 vittorie consecutive：Masahiro Miyazaki（1990-1991, 1998-1999）/ Susumu Takanabe（2010-2011）/ Hidehisa Nishimura（2017-2018）

#### Professioni della competizione
Gli agenti di polizia costituiscono di gran lunga la stragrande maggioranza dei concorrenti, seguiti dagli insegnanti. I concorrenti che hanno partecipato ai primi anni del torneo erano di varie professioni ma, da metà degli anni 60, le forze dell'ordine dominano i campionati ed il kendo giapponese a livello professionale. Sono il personale di Kendo selezionato come parte del tokuren, un'unità speciale della polizia antisommossa dedicata alla pratica professionale del kendo. In particolare molte unità di Riot Police hanno gruppi di agenti, detti tokuren, che si dedicano completamente al kendo. I più maggiori tokuren dedicati al kendo sono quelli del Dipartimento della Polizia metropolitana di Tokyo e dei dipartimenti di polizia delle Prefetture di Osaka, Kanagawa e Hokkaido. Gli ufficiali di polizia che praticano kendo nei vari dipartimenti di polizia più piccoli spesso svolgere anche un regolare lavoro di polizia all'interno delle squadre antisommossa.
Gli insegnanti formano anche una grande gruppo tra i concorrenti. La maggior parte di loro insegna educazione fisica o kendo a livello di scuola superiore.
Un terzo gruppo significativo ai campionati sono gli studenti che si qualificano tramite gli All Japan University Kendo Championships o attraverso le qualifiche prefettizie. Due dei vincitori più giovani del campionato erano studenti: Yuya Takenouchi (ora parte del gruppo di kenshi del Dipartimento della Polizia metropolitana di Tokyo) è stato il primo studente a vincere il campionato in 43 anni.

#### Numero di vittorie per Prefettura
| Prefettura | Vittorie |
| ---------- | -------- |
| Tokyo      | 16       |
| Kanagawa   | 13       |
| Osaka      | 8        |
| Aichi      | 5        |
| Kumamoto   | 5        |
| Fukuoka    | 4        |
| Hokkaido   | 2        |
| Hyogo      | 2        |
| Kagoshima  | 2        |
| Miyazaki   | 2        |
| Shiga      | 2        |
| Chiba      | 1        |
| Ehime      | 1        |
| Gifu       | 1        |
| Hiroshima  | 1        |
| Kochi      | 1        |
| Kyoto      | 1        |
| Ibaraki    | 1        |
| Nagasaki   | 1        |
| Niigata    | 1        |
| Wakayama   | 1        |

La prefettura registrata è quella di residenza e non quella di origine: ad esempio Ryoichi Uchimura (3 vittorie, Tokyo), Susumu Takanabe (2 vittorie, Kanagawa) e Shoji Teramoto (1 vittoria, Osaka) sono tutti originari della prefettura di Kumamoto.

#### Campione più giovane
- 21 anni e 5 mesi：Yuya Takenouchi（2014・62°）

#### Campione più anziano
- 45 anni：Shohei Yamazaki（1968・16°）